# Троїца (Румунія)
Троїца (рум. Troița) — село у повіті Муреш в Румунії. Входить до складу комуни Гелешть.
Село розташоване на відстані 250 км на північний захід від Бухареста, 17 км на південний схід від Тиргу-Муреша, 95 км на схід від Клуж-Напоки, 112 км на північний захід від Брашова.

## Населення
За даними перепису населення 2002 року у селі проживали 824 особи. Рідною мовою 821 особа (99,6%) назвала угорську.
Національний склад населення села:
| Національність | Кількість осіб | Відсоток |
| -------------- | -------------- | -------- |
| угорці         | 815            | 98,9%    |
| цигани         | 5              | 0,6%     |